# 穆赫兰大道

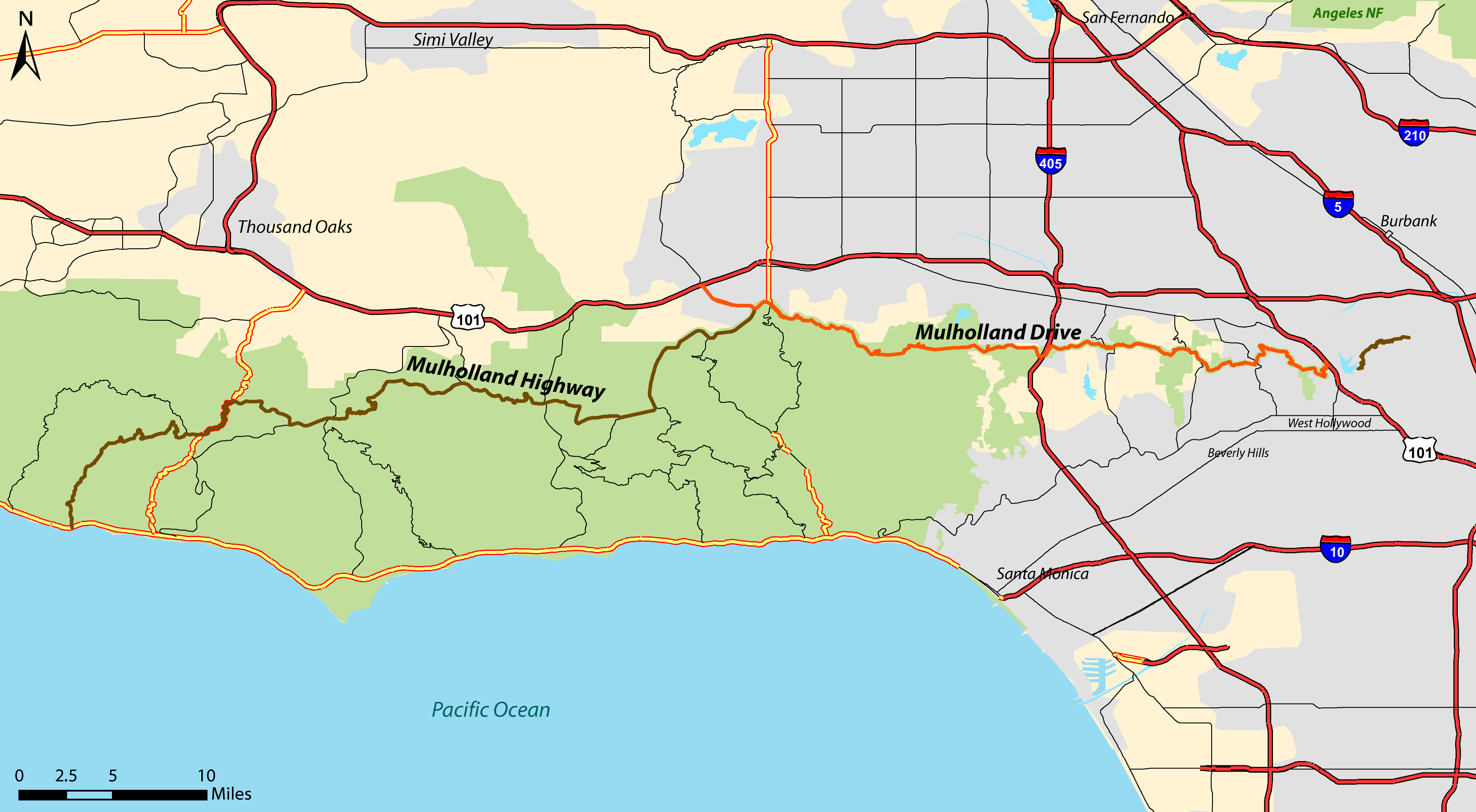
洛杉矶县穆赫兰大道（橙色）和穆赫兰公路（褐色）地图

穆赫兰大道（英語：Mulholland Drive）是位于南加州圣莫尼卡山脉东部的一条公路，以洛杉矶土木工程师威廉·穆赫兰命名。西侧位于洛杉矶县和文图拉县的道路部分称作穆赫兰公路。这条道路在许多电影、歌曲和小说中出现。大卫·林奇的电影《穆赫兰大道》着重描述了这条道路的氛围，他本人也说在这条路上能够“感受到好莱坞的历史”。